# Scato van Opstall
Scato Nicolaas van Opstall (Enschede, 31 oktober 1906 - Bilthoven, 28 februari 2001) was een Nederlands jurist. Van Opstall was hoogleraar burgerlijk recht aan de Universiteit Utrecht.

## Biografie

### Opleiding
Van Opstall volgde het gymnasium-bèta aan het Stedelijk Lyceum te Enschede. Hij studeerde vervolgens rechten aan de Universiteit Leiden en promoveerde daar aansluitend op 29 april 1932 cum laude op het proefschrift Scheepshypotheek; promotor was R.P. Cleveringa. 

### Carrière
Na zijn promotie was hij enige tijd werkzaam als advocaat en curator te Den Haag en vervolgens als juridisch ambtenaar bij de Octrooiraad. Bij koninklijk besluit van 28 oktober 1938 werd hij benoemd tot rechter-plaatsvervanger in de rechtbank Leeuwarden. In juli 1947 werd hij benoemd tot rechter in de rechtbank Den Haag. In juli 1953 werd hij benoemd tot raadsheer in het Gerechtshof Amsterdam; het jaar ervoor was hij ook al voorgedragen maar was C.H. Beekhuis benoemd tot raadsheer. Zijn opvolger als rechter bij de Haagse rechtbank was J.H. Wagener.
Bij KB van 11 januari 1955 werd Van Opstall benoemd tot gewoon hoogleraar privaatrecht aan de Universiteit Utrecht; de benoeming ging in op 1 maart van dat jaar. Per 17 maart werd hem eervol ontslag verleend als raadsheer. Van Opstall was de derde hoogleraar privaatrecht in Utrecht op een nieuw ingestelde leerstoel, naast L.J. Hijmans van den Bergh die burgerlijk recht en internationaal privaatrecht doceerde en T.J. Dorhout Mees die handelsrecht en burgerlijk procesrecht gaf. Aan de Universiteit Leiden en de Universiteit van Amsterdam bestond al een derde leerstoel in het privaatrecht. Hij hield zijn oratie, getiteld Enkele opmerkingen over de dwangsom, op 21 november 1955. In zijn oratie bekritiseerde hij zowel de geldende regeling van de dwangsom onder het toenmalige Burgerlijk Wetboek als de voorgestelde herziening daarvan in Ontwerp-Meijers. Als hoogleraar begeleidde hij één promovendus, Auke Bloembergen, die later hoogleraar aan de Universiteit Leiden en raadsheer in de Hoge Raad der Nederlanden zou worden. Met ingang van 1 september 1972 ging Van Opstall met emeritaat als hoogleraar.
In mei 1955 werd Van Opstall ook verkozen tot lid van het Provinciaal Utrechts Genootschap van Kunsten en Wetenschappen, sectie rechtsgeleerdheid en staatswetenschappen. Hij bewerkte onder meer het handboek Het Nederlandsch Verbintenissenrecht van L.C. Hofmann, ook bekend geworden als "Hofmann-Van Opstall".

### Persoonlijk
Van Opstall was zoon van mr. Henry van Opstall, notaris te Enschede, en diens echtgenote Elisabeth Henriëtte Johanna Molkenboer. Hij was vernoemd naar zijn grootvader van moederskant Scato Molkenboer. Zijn broer mr. Herman Elisa van Opstall (1912-1988) was onder andere vicepresident van de Rechtbank Rotterdam. Op 17 december 1936 trouwde Van Opstall met Antonia Johanna (To) van den Bergh. Op 22 september 1937 werd hun zoon Scato Henry Adolf geboren. Bij vonnis van 20 april 1948 werd de echtscheiding uitgesproken. In december 1950 hertrouwde hij met A.A. Bleuland van Oordt. Hij overleed in 2001 op 94-jarige leeftijd.
- Virtual International Authority File: 280730059